# Dmitri Timofejewitsch Jasow

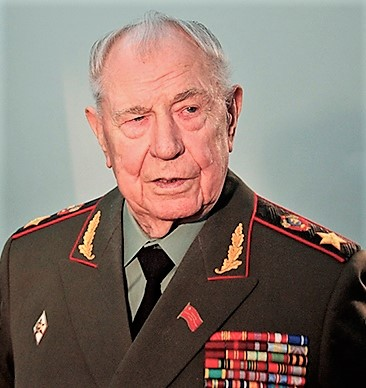
Dmitri Jasow (2015)

Dmitri Timofejewitsch Jasow (russisch Дмитрий Тимофеевич Язов; wissenschaftliche Transliteration Dmitrij Timofeevič Jazov, * 8. November 1924 in Jasowo im Rajon Okoneschnikowo, Gouvernement Omsk, heute in der Oblast Omsk; † 25. Februar 2020 in Moskau) war ein  Marschall der Sowjetunion. Jasow war ab 1987 sowjetischer Verteidigungsminister und wurde nach seiner Beteiligung am Augustputsch in Moskau 1991 gegen Gorbatschow abgesetzt und inhaftiert. Er war der letzte noch lebende Marschall der Sowjetunion.

## Leben

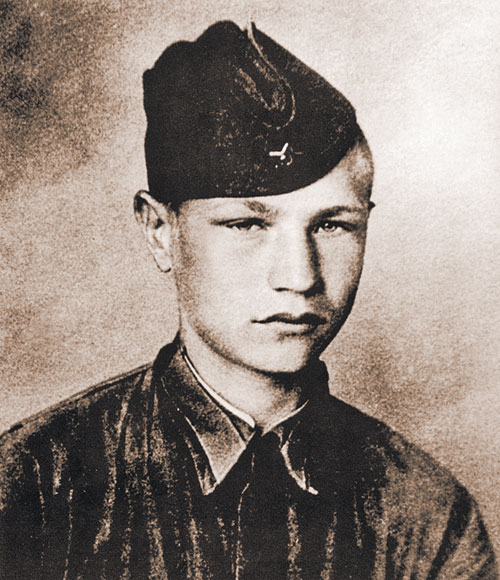
Dmitri Jasow, 1941

### Zweiter Weltkrieg
Jasow stammte aus einer Bauernfamilie. Im November 1941 wurde er im Alter von 17 Jahren zur Roten Armee einberufen. Er hatte sich als ein Jahr älter ausgegeben, um am Deutsch-Sowjetischen Krieg teilnehmen zu können. Man kommandierte Jasow an die Moskauer Militärschule für Infanteristen ab, die damals in den Raum Nowosibirsk evakuiert war. Im Juli 1942 kam er im Rang eines Leutnants an die Front. Er war Zugführer an der Wolchow-Front und wurde im August desselben Jahres schwer verwundet. Nach längerem Aufenthalt in einem Militärhospital kehrte er zur kämpfenden Truppe zurück und wurde Kompaniechef. Im Januar 1943 wurde er nochmals verwundet. Den Krieg beendete Jasow Ende 1944 als Kompaniechef im Raum Riga. Im gleichen Jahr trat er in die Kommunistische Partei (damals WKP (B)) ein.

### Berufsoffizierslaufbahn und Kuba
Nach dem Krieg blieb Jasow bei der Armee im Rang eines stellvertretenden Bataillonskommandeurs. Im Frühling 1953, als Jasow den Dienstgrad eines Majors erreichte, holte er den Mittelschulabschluss nach und wurde Hörer an der Militärakademie „M. W. Frunse“, die er 1956 mit Auszeichnung abschloss. Er war Bataillonskommandeur in der 63. Garde-Schützendivision und ab 1958 Oberoffizier für Fragen der Militärvorbereitung beim Stab des Leningrader Militärbezirks. Seit 1960 war er Kommandeur eines motorisierten Schützenregiments und hatte den Dienstgrad Oberst.
Am 10. September 1962, kurz vor der Kubakrise, kam er im Rahmen der Operation Anadyr mit seinem Regiment nach Kuba. Es sollte dort sowjetische Raketenstellungen schützen. Gleichzeitig war er Leiter eines Ausbildungszentrums für die kubanischen Streitkräfte. Jasow kehrte am 24. Oktober 1963 in die UdSSR zurück.

### Aufstieg in den Generalstab
Ab Sommer 1964 war er Chef der Ersten Abteilung beim Stab des Leningrader Militärbezirks. Von 1965 bis 1967 absolvierte er die Militärakademie des Generalstabes der Streitkräfte der UdSSR. Im September 1967 wurde er Kommandeur einer Division in Transbaikalien. Seit März 1971 war er Kommandeur des 32. Armeekorps auf der Krim. Im Dezember 1972 wurde er zum Generalleutnant befördert und nach Baku als Chef der 4. Armee geschickt. Seit Anfang 1975 war er Chef der Ersten Abteilung der Hauptverwaltung für Kaderfragen beim Verteidigungsministerium der Sowjetunion, seit November 1976 erster stellvertretender Kommandeur des Fernöstlichen Militärbezirks. Im November 1977 wurde er zum Generaloberst befördert. 1979/80 führte Jasow die Zentralgruppe der Sowjetarmee in der Tschechoslowakei.
Von 1980 bis 1984 war Jasow Kommandeur der Truppen des zentralasiatischen Militärbezirks. Er besuchte regelmäßig die sowjetischen Truppen, die sich in Afghanistan befanden, und bestand darauf, dass die sowjetischen Soldaten und Offiziere besser für ihre Aufgaben in diesem Land vorbereitet werden sollten. Von 1981 bis 1987 war er Kandidat des ZK der KPdSU. Seit 1984 leitete er den Fernöstlichen Militärbezirk, wo er 1986 den neu gewählten Generalsekretär der kommunistischen Partei Gorbatschow während seines Besuches kennenlernte.

### Verteidigungsminister

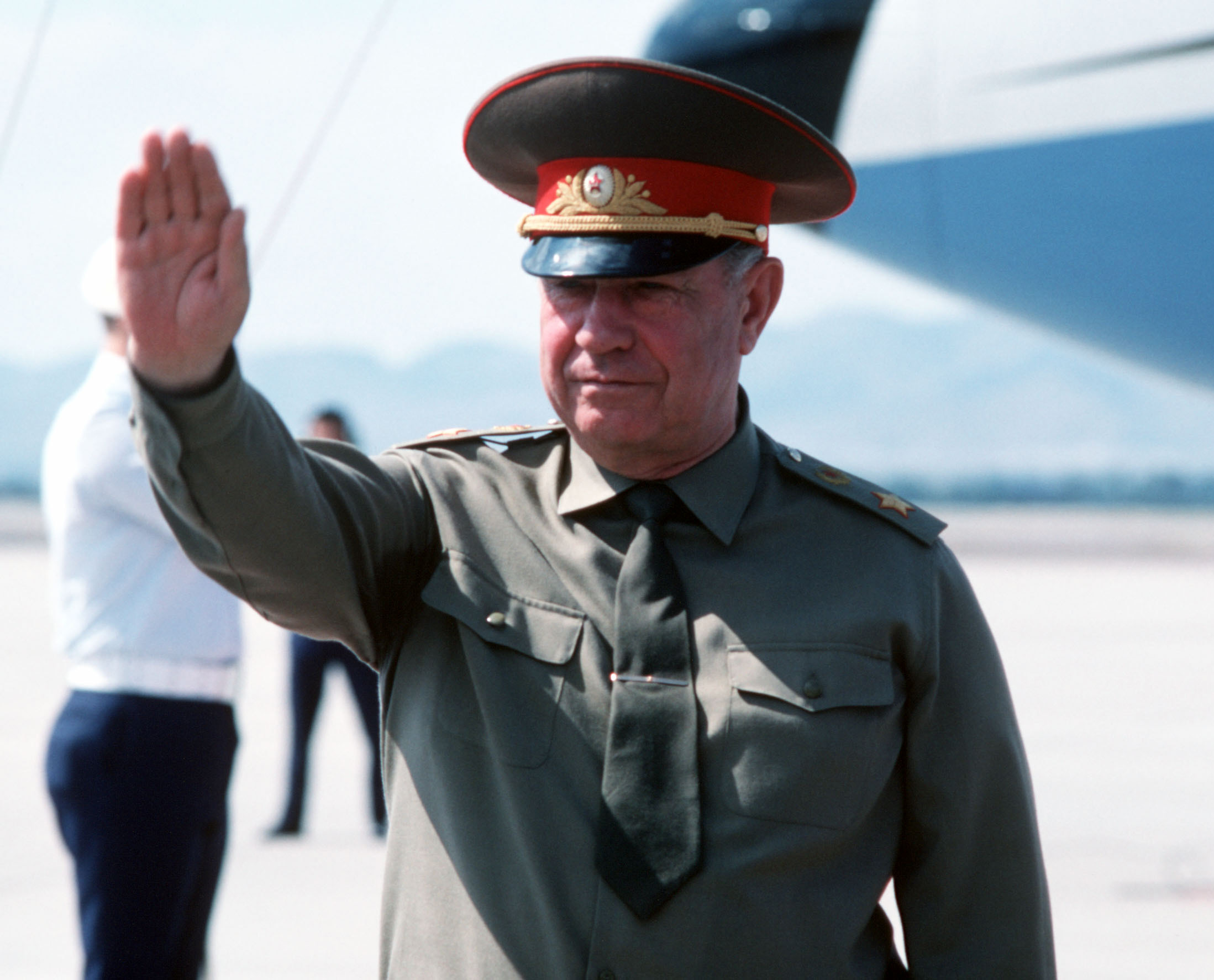
Dmitri Jasow während eines offiziellen Besuchs in den USA, 1989

Im Januar 1987 wurde Jasow zuerst zum stellvertretenden Verteidigungsminister der UdSSR für Kaderfragen und am 30. Mai zum Verteidigungsminister der Sowjetunion ernannt. Die Ernennung fand direkt in der Abflughalle des Regierungsflughafens Wnukowo 2 statt, wo die Mitglieder des Politbüros auf den von einer Auslandsreise heimkehrenden Gorbatschow warteten. Der sowjetische Parteichef nahm den Flug des Deutschen Mathias Rust am 28. Mai 1987 über den Roten Platz und die anschließende Landung zum Anlass, den Verteidigungsminister, Marschall Sergei Sokolow, und eine Reihe anderer ranghoher Militärs zu entlassen. Jasow setzte dies fort und entließ innerhalb von wenigen Tagen über 120 Generäle, die mehrheitlich in keiner Beziehung zu dem Vorfall um Rust standen.
Jasow wurde als leicht zu beeinflussender und gehorsamer Minister charakterisiert, der auf die ihm plötzlich zugefallene Rolle nicht vorbereitet war. Ihm fiel es sichtlich schwer, sich in Fragen der Abrüstung zurechtzufinden, wo er keine eigenständigen Positionen vertrat und im Unterschied zu seinem Vorgänger vollständig unter den Einfluss des damaligen sowjetischen Außenministers Schewardnadse geriet. Ab 1987 war Jasow Mitglied des ZK der KPdSU und von 26. Juni 1987 bis 13. Juli 1990 Kandidat des Politbüros der KPdSU. Somit zählte er zu den maßgeblichen sowjetischen Politikern der Perestrojka-Ära. Im April 1990 wurde er Marschall der Sowjetunion und nach der Wahl Gorbatschows zum sowjetischen Präsidenten Mitglied seines neu geschaffenen Präsidentenrates.
Als es zwischen Gorbatschow und reformorientierten Politikern einerseits und den Vertretern der alten kommunistischen Ideen andererseits zu erheblichen Auseinandersetzungen um die Unterzeichnung des sogenannten Unionsvertrages kam, der die Ergebnisse des landesweiten Referendums vom 17. März 1991 durch andere Grundlagen ersetzen sollte, wurde Jasow von den Reformern immer mehr als „Klotz am Bein“ angesehen. So wurde während des Treffens zwischen Gorbatschow, Jelzin und Nasarbajew in Nowo-Ogarjowo am 17. Juli vereinbart, Jasow nach der Unterzeichnung des Unionsvertrages abzulösen. Dazu kam es jedoch nicht, da wenige Tage vor dieser Zeremonie der Augustputsch in Moskau stattfand.

### Beteiligung am Augustputsch
Jasow war Mitinitiator des Augustputsches gegen Gorbatschow im August 1991 und Mitglied der Putschistengruppe Staatskomitee für den Ausnahmezustand.
Zu den Putschisten gehörten Innenminister Boris Pugo, Ministerpräsident Walentin Pawlow, KGB-Chef Wladimir Krjutschkow, Vizepräsident Gennadi Janajew, der Vorsitzende des Obersten Sowjets Anatoli Lukjanow, Gorbatschows Stabschef Waleri Boldin sowie die ZK-Sekretäre Oleg Schenin und Oleg Baklanow. Am 19. August 1991 meldete die sowjetische Nachrichtenagentur TASS, dass Janajew aufgrund einer Erkrankung Michail Gorbatschows die Amtsgeschäfte übernommen habe. Um 5 Uhr morgens am 19. August 1991 erteilte Jasow den Befehl, mit mehr als 400 Panzern und 3000 Soldaten in Moskau einzumarschieren, die Schlüsselstellungen in der Hauptstadt zu besetzen und die Demokratieanhänger, die sich im Gebäude des russischen Parlaments aufhielten, zu isolieren. Im Zusammenhang damit wird ihm der Ausspruch „Dass mir keiner auf die Menschen schießt!“ zugeschrieben.
Nach dem Scheitern des Putsches am 21. August 1991 wurde Jasow zusammen mit anderen Teilnehmern verhaftet und am 23. August von der Zentralen Kontrollkommission der KPdSU wegen „Organisierung eines Staatsstreiches“ aus der kommunistischen Partei ausgeschlossen. Bis zum 25. Januar 1993 saß er im Moskauer Gefängnis Matrosenruhe ein. An diesem Tag wurde er wegen Verschlechterung seines Gesundheitszustandes in ein Hospital des russischen Innenministeriums verlegt und am 11. Februar von dort entlassen. Ins Gefängnis kehrte er nicht mehr zurück, da nach dem Zerfall der Sowjetunion in Russland allmählich jegliches Interesse an der juristischen Verfolgung seiner Person und der anderen Putschisten erlosch. Am 6. Mai 1994 beschloss die Staatsduma, das Ermittlungsverfahren einzustellen und alle weiteren Untersuchungsmaßnahmen zu untersagen. Mit dem Erlass Nr. 250 vom 7. Februar 1994 des Präsidenten der Russischen Föderation wurde Jasow pensioniert.

### Späteres Wirken

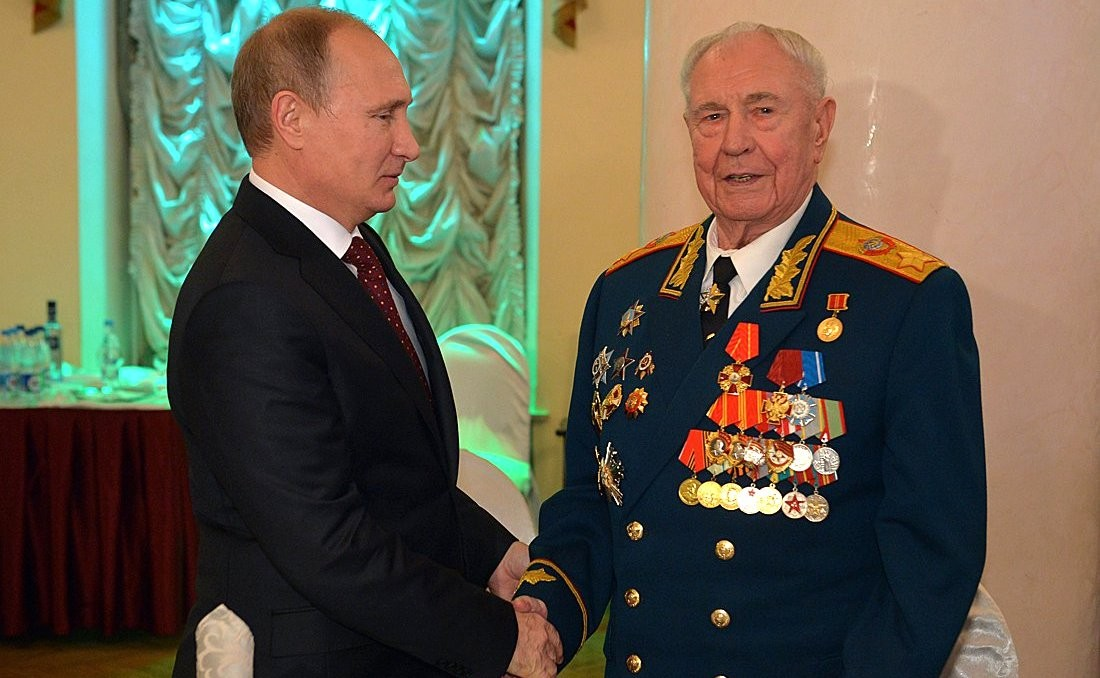
Putin und Jasow anlässlich dessen 90. Geburtstag (2014)

Ab 1998 war er Berater beim Verteidigungsministerium der Russischen Föderation für Fragen der internationalen militärischen Zusammenarbeit. 2003 wurde er vollständig rehabilitiert und zu seinem 80. Geburtstag vom russischen Staatspräsidenten Putin empfangen. In Äußerungen aus dem Jahr 2001 bedauerte Jasow die Bildung des Staatskomitees für den Ausnahmezustand in der UdSSR, nicht jedoch den Putsch.
2019 wurde Jasow von einem litauischen Gericht in Abwesenheit wegen Beteiligung an den Januarereignissen in Litauen 1991 zu einer zehnjährigen Haftstrafe verurteilt.

## Ehrungen
Jasow wurde während seiner Laufbahn mit zahlreichen Orden und Medaillen ausgezeichnet, darunter mit dem Rotbannerorden, dem Orden des Roten Sterns, dem Orden „Für den Dienst am Vaterland in den Streitkräften der UdSSR“ 3. Stufe, dem Orden des Vaterländischen Krieges 1. Klasse und dem Leninorden. Er war Abgeordneter des Obersten Sowjets der UdSSR in der 10. und 11. Sitzungsperiode.